# Marcus Maye
Marcus Maye (* 9. März 1993 in Melbourne, Florida) ist ein US-amerikanischer American-Football-Spieler auf der Position des Safetys. Zurzeit spielt er für die Los Angeles Chargers in der National Football League (NFL).

## Frühe Jahre
Maye wuchs in seiner Geburtsstadt auf und besuchte dort die private Holy Trinity Episcopal Academy. Nachdem er bei den dortigen Tigers durch gute Leistungen in der Footballmannschaft aufgefallen war, erhielt er 2012 ein Stipendium von der University of Florida. Insgesamt verbrachte er 5 Jahre an der Universität, von denen sein erstes ein Redshirt-Jahr war. In den folgenden vier Jahren kam er in 40 Spielen zum Einsatz, in denen er insgesamt 205 Tackles und 5 Interceptions verzeichnete. Mit seinem Team konnte er 2014 den Birmingham Bowl und 2016 den Outback Bowl gewinnen.

## NFL-Karriere

### New York Jets
Maye wurde beim NFL-Draft 2017 in der zweiten Runde an 39. Stelle von den New York Jets ausgewählt. Er war nach Jamal Adams der zweite Safety, der von den Jets in diesem Draft ausgewählt wurde. Infolgedessen unterschrieb er einen Vertrag über vier Jahre und 6,55 Millionen US-Dollar bei den Jets. Zu Beginn der Saison wurde Maye von Cheftrainer Todd Bowles neben Adams zu einem der zwei Starting Safeties ernannt. Er gab sein Debüt im ersten Saisonspiel am 10. September 2017 bei der 12:21-Niederlage gegen die Buffalo Bills. Seine erste Interception fing er am 8. Oktober beim 17:14-Sieg der Jets gegen die Cleveland Browns. In seinem ersten Jahr startete Maye in allen 16 Spielen und verzeichnete insgesamt 79 Tackles und 2 Interceptions.
In der Saison 2018 verpasste Maye aufgrund von Verletzungen einige Spiele, so kam er nur in 6 Spielen zum Einsatz. Nichtsdestotrotz konnte er am 5. Spieltag beim 34:16-Sieg gegen die Denver Broncos eine Interception von Quarterback Case Keenum fangen, die er für 104 Yards zurücktragen konnte, aber einen Yard vor der Endzone getackelt wurde. Auch nach der Entlassung von Bowles gehörte er in den folgenden Jahren unter dem neuen Cheftrainer Adam Gase weiterhin zu den Stammspielern, konnte die schlechten Ergebnisse der Jets allerdings nicht verhindern. In der Saison 2020 konnte er aber dennoch gute Werte erzielen. So konnte er gleich am 1. Spieltag bei der 17:27-Niederlage gegen die Buffalo Bills deren Quarterback Josh Allen gleich zweimal sacken. In der Saison kam er insgesamt auf 88 Tackles, bislang seine Karrierehöchstleistung.
Nach der Saison 2020 nutzten die Jets ihr Franchise Tag, um Maye für ein weiteres Jahr an den Verein zu binden. Zu Saisonbeginn war er erneut Stammspieler auf der Position des Safety. Am 2. Spieltag der Saison 2021 konnte er bei der 6:25-Niederlage gegen die New England Patriots einen Sack an Quarterback Mac Jones verzeichnen, den erst dritten seiner Karriere. Bereits Anfang Oktober 2021 verpasste er jedoch zwei Spiele aufgrund einer Knöchelverletzung. Bei seinem Comeback am 7. Spieltag, einer 13:54-Niederlage gegen die New England Patriots, konnte er jedoch direkt 12 Tackles verzeichnen, bis dato seine Karrierehöchstleistung an Tackles in einem Spiel. Am 9. Spieltag zog sich Maye bei der 30:45-Niederlage gegen die Indianapolis Colts einen Achillessehnenriss zu. Deswegen wurde er tags darauf auf die Injured Reserve List gesetzt und fiel für die restliche Saison verletzt aus.

### New Orleans Saints
Nach dem Auslaufen seines Franchise Tags unterschrieb Maye am 16. März 2022 einen Dreijahresvertrag mit den New Orleans Saints. Wenige Tage vor Saisonbeginn wurde er jedoch kurzzeitig wegen schwerer Körperverletzung mit einer Schusswaffe von der Polizei festgenommen. Nichtsdestotrotz war er zu Saisonbeginn direkt Starter auf der Position des Safeties und konnte somit direkt am 1. Spieltag der Saison 2022 beim 27:26-Sieg gegen die Atlanta Falcons sein Debüt für sein neues Team geben, bei dem er gleich neun Tackles verzeichnen konnte. Sowohl bei der 13:27-Niederlage gegen die Baltimore Ravens am 9. Spieltag als auch bei der 16:17-Niederlage gegen die Tampa Bay Buccaneers am 13. Spieltag konnte Maye insgesamt 11 Tackles verzeichnen, sein Saisonbestwert. Allerdings kam Maye in der Saison nur in 10 Spielen zum Einsatz, da er von verschiedenen Verletzungen geplagt war und immer wieder einige Spiele verletzt verpasste.
Auch in die Saison 2023 ging Maye als Starter in der Defense der Saints. So konnte er direkt am 1. Spieltag der Saison beim 16:15-Sieg gegen die Tennessee Titans seine erste Interception von Quarterback Ryan Tannehill fangen, die zugleich auch seine erste Interception für die Saints war. Am 2. Spieltag gelang ihm beim 20:17-Sieg gegen die Carolina Panthers sein erster Sack für die Saints. Kurze Zeit später wurde Maye jedoch von der Liga wegen Verstößen gegen die Substance Abuse Policy für drei Spiele suspendiert. Nach Absitzen der Sperre kam er wieder für die Saints als Starter zum Einsatz. Am 9. Spieltag gelang ihm beim 24:17-Sieg gegen die Chicago Bears seine zweite Interception, diesmal von Tyson Bagent. Anfang Dezember 2023 wurde Maye wegen einer Schulterverletzung auf die Injured Reserve Liste gesetzt und kam in der restlichen Saison zu keinem weiteren Einsatz. So beendete er die Saison 2023 mit sieben Einsätzen als Starter. Im März 2024 wurde Maye von den Saints entlassen.

### Miami Dolphins
Am 13. Juni 2024 nahmen die Miami Dolphins Maye unter Vertrag.

### Los Angeles Chargers
Nur einen Tag nach seiner Entlassung bei den Dolphins verpflichteten ihn die Los Angeles Chargers am 27. November 2024 von der Waiver-Liste für ihren aktiven Kader.

## Karrierestatistiken
| Legende | Legende            |
| ------- | ------------------ |
| Fett    | Karrierehöchstwert |

| Saison                             | Team             | Spiele | Spiele  | Tackles | Tackles | Tackles | Tackles | Interceptions | Interceptions | Interceptions | Interceptions | Interceptions | Interceptions | Fumbles | Fumbles | Fumbles |
| Saison                             | Team             | Gesamt | Starter | Gesamt  | Solo    | Assist  | Sacks   | PD            | Int           | Yards         | Durchschnitt  | Lang          | TD            | FF      | FR      | TD      |
| ---------------------------------- | ---------------- | ------ | ------- | ------- | ------- | ------- | ------- | ------------- | ------------- | ------------- | ------------- | ------------- | ------------- | ------- | ------- | ------- |
| 2017                               | Jets             | 16     | 16      | 79      | 57      | 22      | 0,0     | 2             | 2             | 44            | 22,0          | 32            | 0             | 1       | 0       | 0       |
| 2018                               | Jets             | 6      | 6       | 34      | 30      | 4       | 0,5     | 2             | 1             | 104           | 104,0         | 104           | 0             | 1       | 0       | 0       |
| 2019                               | Jets             | 16     | 16      | 65      | 50      | 15      | 0,0     | 7             | 1             | 0             | 0,0           | 0             | 0             | 0       | 0       | 0       |
| 2020                               | Jets             | 16     | 16      | 88      | 52      | 36      | 2,0     | 11            | 2             | 0             | 0,0           | 0             | 0             | 2       | 1       | 0       |
| 2021                               | Jets             | 6      | 6       | 46      | 30      | 16      | 1,0     | 2             | 0             | 0             | 0,0           | 0             | 0             | 0       | 0       | 0       |
| 2022                               | Saints           | 10     | 10      | 60      | 42      | 18      | 0,0     | 2             | 0             | 0             | 0,0           | 0             | 0             | 1       | 0       | 0       |
| 2023                               | Saints           | 7      | 7       | 37      | 27      | 10      | 1,0     | 2             | 2             | 5             | 2,5           | 5             | 0             | 0       | 0       | 0       |
| 2024                               | Dolphins         | 11     | 3       | 30      | 13      | 17      | 0,0     | 1             | 0             | 0             | 0,0           | 0             | 0             | 0       | 0       | 0       |
| 2024                               | Chargers         | 4      | 1       | 12      | 6       | 6       | 0,0     | 2             | 1             | 0             | 0,0           | 0             | 0             | 0       | 0       | 0       |
| Gesamte Karriere                   | Gesamte Karriere | 92     | 81      | 451     | 307     | 144     | 4,5     | 30            | 9             | 153           | 19,1          | 104           | 0             | 5       | 1       | 0       |
| Quelle: pro-football-reference.com |                  |        |         |         |         |         |         |               |               |               |               |               |               |         |         |         |